# Ostuni

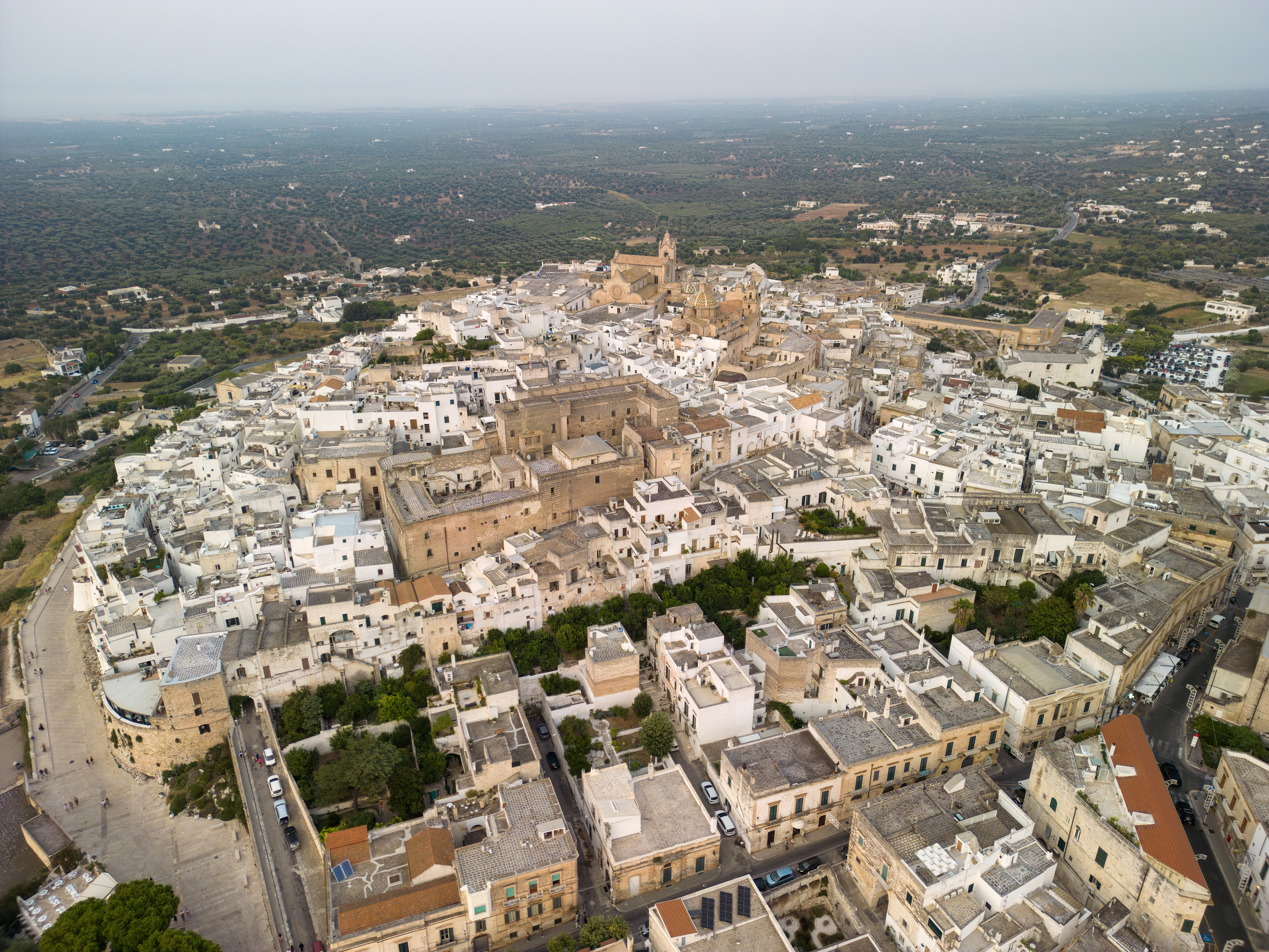
Gesamtansicht von Ostuni

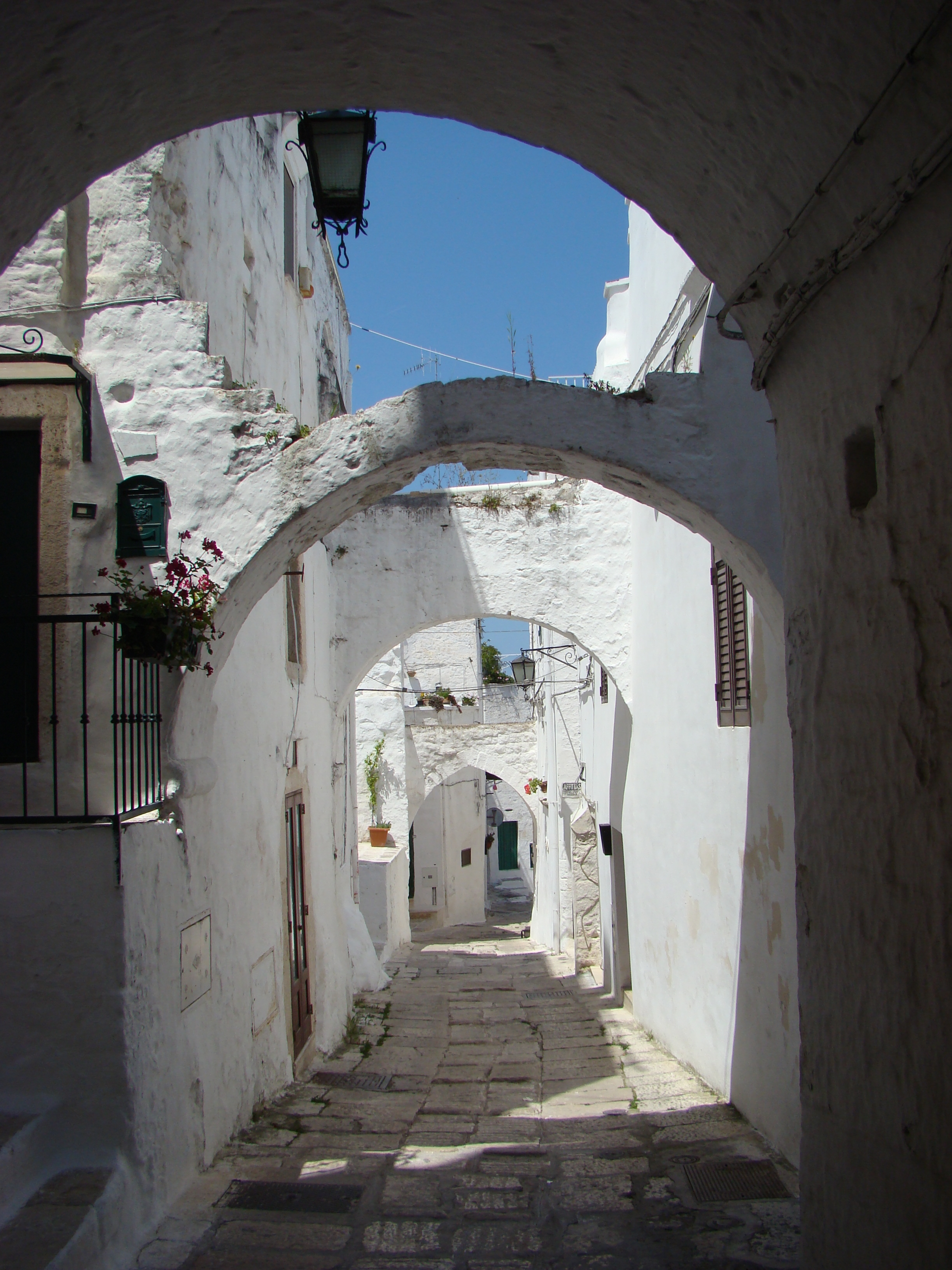
Ostuni – schmale Gasse

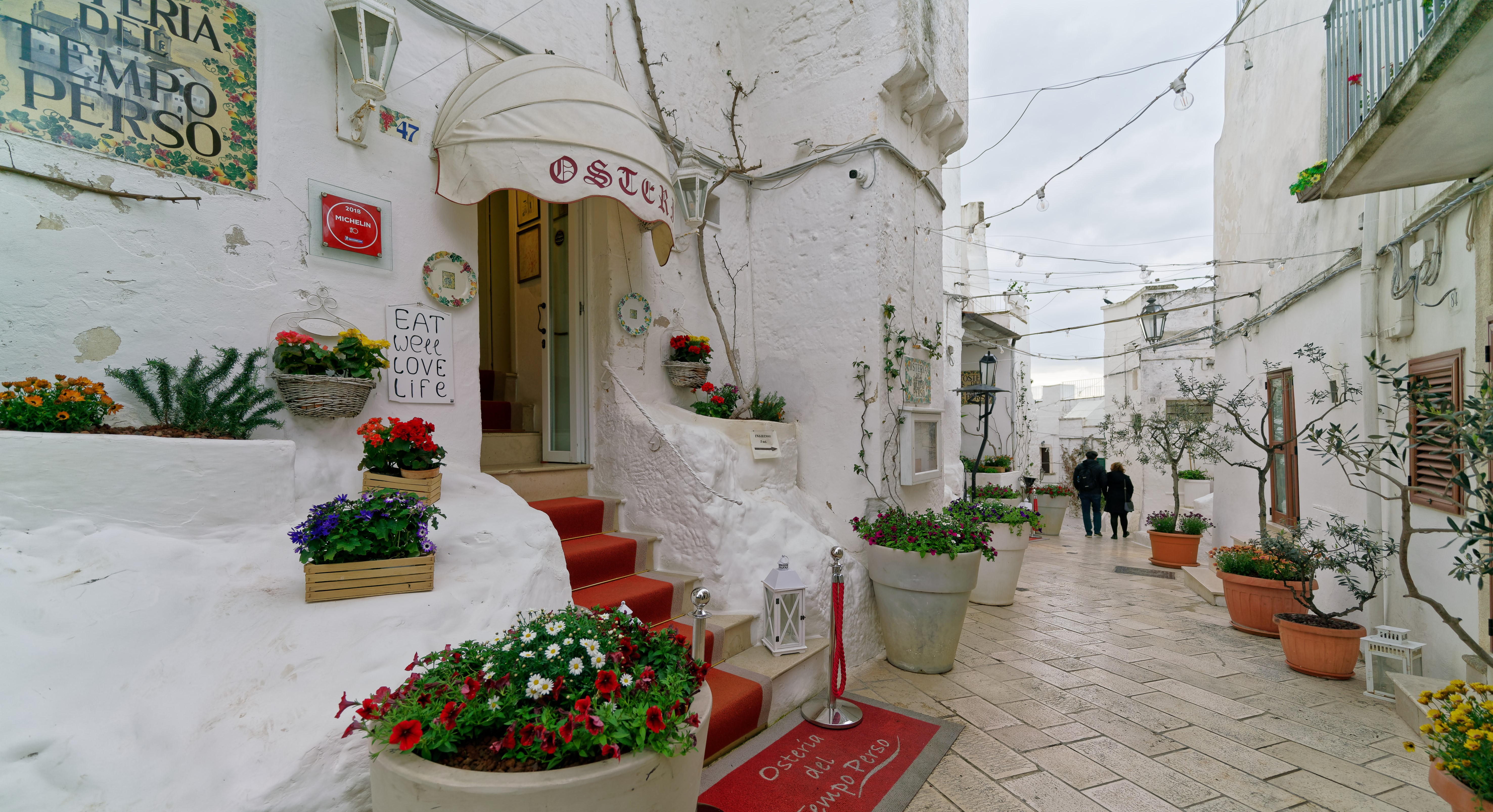
Tourismus gehört zu den Haupteinnahmequellen Ostunis.

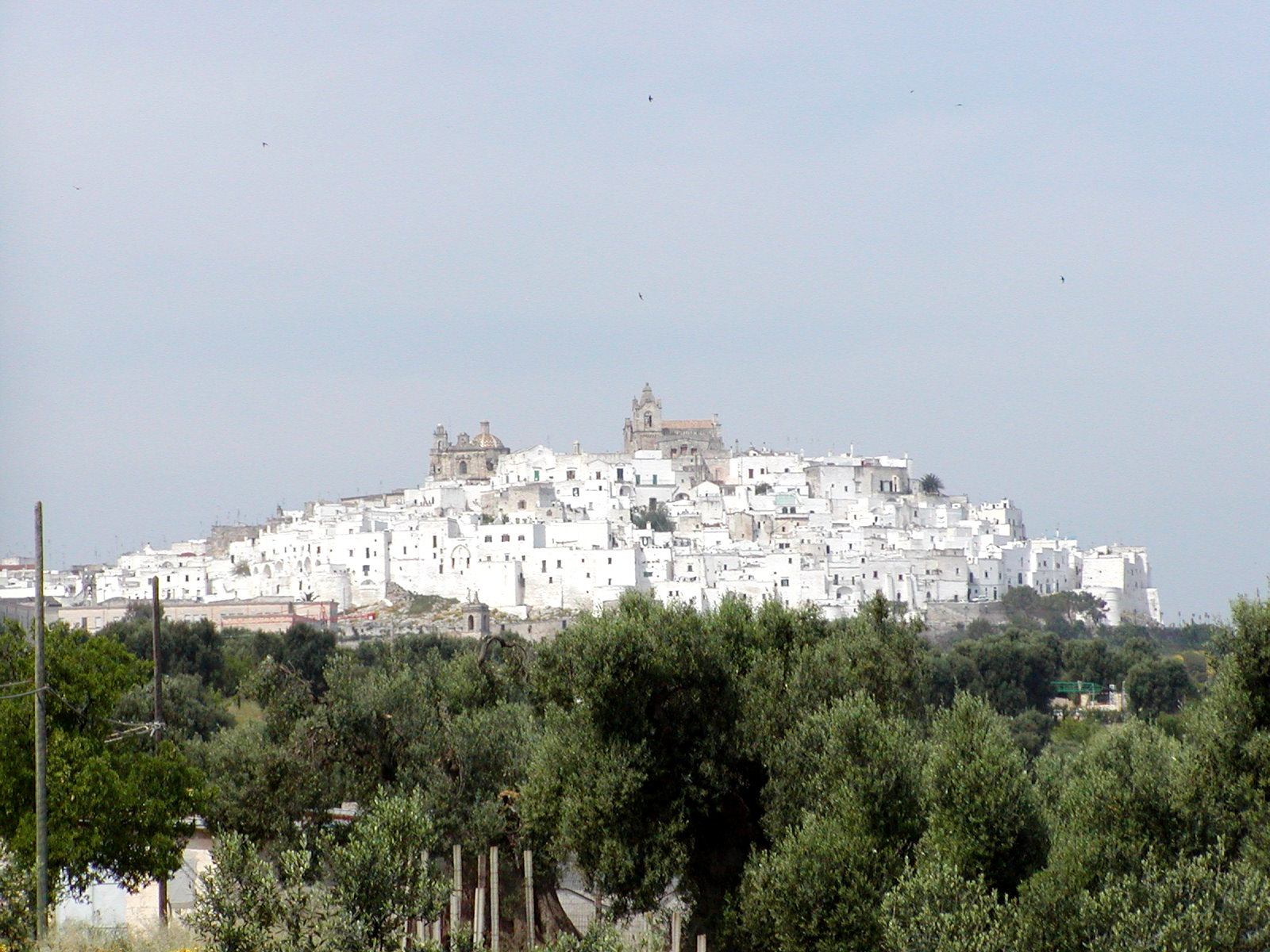
Blick auf Ostuni

Ostuni ist eine italienische Gemeinde mit 29.942 Einwohnern (Stand 31. Dezember 2023) in der Provinz Brindisi der Region Apulien. Die Gemeinde erstreckt sich über rund 223 Quadratkilometer, was einer Bevölkerungsdichte von 144 Einwohnern pro Quadratkilometer entspricht.

## Lage
Ostuni liegt etwa acht Kilometer landeinwärts von der Küste der Adria. Der Ortskern liegt auf drei Hügeln mit Blick auf die Olivenhaine vor der Adriaküste auf einer durchschnittlichen Höhe von 223 Metern.

## Geschichte
Die Gegend um Ostuni wurde seit der Altsteinzeit von Menschen bewohnt, wie Funde in der Grotta di Agnano innerhalb des Parco archeologico e naturalistico di Santa Maria D’Agnano belegen, die bis zu 30.000 Jahre alte Kulthandlungen bezeugen. Eine Siedlung wurde durch die Messapier gegründet und durch Hannibal zerstört. Von den Griechen wurde die Stadt wieder aufgebaut. Ihr Name rührt vom griechischen Wort Astu néon her (Neue Stadt).
Nach dem Niedergang des römischen Reiches fiel die Stadt unter die Herrschaft des von Normannen beherrschten Lecce. In dieser Zeit begann die Entwicklung einer mittelalterlichen Stadt um den 229 Meter hohen Gipfel. Auf dem Gipfel wurde eine Burg gebaut, von der nur noch Teile erhalten sind. Zudem entstanden die Stadtmauern mit 4 Toren.
Von 1300 bis 1463 gehörte Ostuni zum Fürstentum Tarent und ab 1507 ging es in den Besitz von Isabella, Herzogin von Bari, über, der Frau von Gian Galeazzo Sforza, Herzog von Mailand.
Unter dem Einfluss von Isabella erlebte Ostuni einen Aufschwung im Zuge der italienischen Renaissance. Isabella hat in dieser Zeit Humanisten, Künstlern und Schriftstellern und auch Bischof Giovanni Bovio Schutz geboten.
Isabella starb 1524 und Ostuni ging als Mitgift an ihre Tochter Bona Sforza, die zukünftige Frau von Sigismund I., König von Polen.
Während der Regentschaft von Bona Sforza erlebte Ostuni eine freie und großherzige Führung.
Bis 1539 errichtete sie Türme entlang der Küste als Schutz gegen die zu erwartenden Angriffe der Türken, die den Balkan kontrollierten. Die noch existierenden Türme waren stets besetzt und durch Leuchtfeuer miteinander verbunden.

## Sehenswürdigkeiten

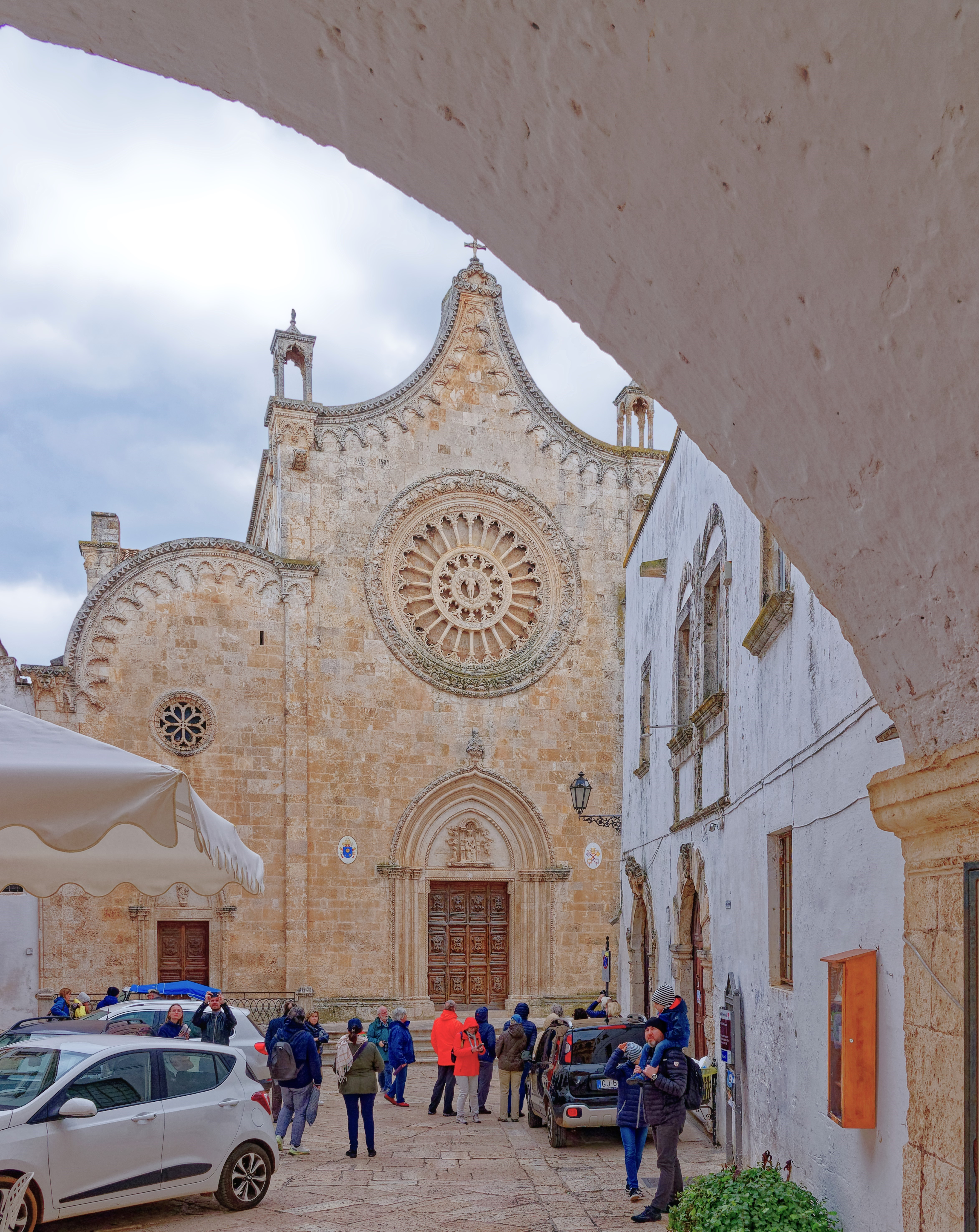
Die Kathedrale von Ostuni.

Die wichtigste Attraktion von Ostuni ist die hervorragend erhaltene Altstadt mit ihrem Gewirr von Gassen und Stiegen zwischen den typischen weiß gekalkten Häusern. Das Zentrum der Altstadt bildet die Piazza della Libertà an der Grenze von Alt- und Neustadt. Dort befindet sich in einem ehemaligen Kloster das Rathaus der Stadt und die barocke Oronzo-Säule. Weitere Sehenswürdigkeiten sind die Kathedrale der Stadt und die Barockkirche Santa Maria Maddalena. Sehenswert ist auch das Museo Civiltà Preclassica della Murgia Meridionale, welches mit einem Einblick in die präantike Landwirtschaft des westlichen Mittelmeeres aufwartet.

## Wirtschaft
Die Haupteinnahmequellen des Ortes sind Tourismus, Weinbau und Oliven.

## Kultur
Wegen der vorherrschenden Farbe der Häuser in der Altstadt trägt Ostuni den Beinamen Città bianca (Weiße Stadt). Der Patron von Ostuni ist der Heilige Orontius von Lecce, dessen Fest, die Cavalcata di Sant’Oronzo in jedem Jahr vom 25. bis 27. August gefeiert wird.

## Entwicklung der Einwohnerzahl
Volkszählungsergebnisse